# Trilobyte Games
Trilobyte Games, LLC（原名Trilobyte, Inc.）是Graeme Devine和Rob Landeros于1991年创办的电子游戏开发公司，坐落于美国俄勒冈州梅德福。二人原为维珍互动雇员，在提出《第七訪客》的建议后旋即遭到「解雇」，及后创办了该公司 。